# 南由紀夫
南 由紀夫（みなみ ゆきお、1969年4月3日 - ）は、日本の元男子バレーボール選手、現指導者。

## 来歴
北海道出身。東海大四高校時代、成田貴志・清水克彦らと共に春の高校バレーで2年連続決勝進出、1987年の第18回大会では同校史上初めての優勝を果たす。
1992年、富士フイルムに入社。身長は190センチに満たずセンタープレーヤーとしては小柄であったが、サウスポーから繰り出される速攻を武器に活躍。高校時代から一緒にプレーしてきたセッター・成田貴志との多彩なコンビネーションも、外国人選手を採用せずに戦う富士フイルムにとって大きな武器となった。2001年、現役を引退し、社業に専念。引退後は社業の傍らでバレーボール教室等の普及活動にも努めている。
2013年4月、富士フイルムを退職。共学化された盛岡誠桜高等学校男子バレーボール部の監督に就任した。

## 球歴
- 全日本代表としての主な国際大会出場歴
  - ワールドカップ　1991年

## 所属チーム
- 東海大四高校
- 東海大学
- 富士フイルム・プラネッツ（1992-2001年）